# Matvei Volkov
Pour les articles homonymes, voir Volkov.
Matvei Volkov (en biélorusse : Матвей Волков), né le 13 mars 2004, est un athlète russe puis biélorusse, spécialiste du saut à la perche.

## Biographie
D'origine russe, Matvei Volkov prend la nationalité biélorusse en décembre 2020.
Auteur de 5,50 m en mai 2021, il remporte la médaille d'or des championnats du monde juniors de 2021, à Nairobi au Kenya, avec un saut à 5,45 m. 

## Palmarès
| Date | Compétition                   | Lieu    | Résultat | Marque |
| ---- | ----------------------------- | ------- | -------- | ------ |
| 2021 | Championnats d'Europe juniors | Tallinn | 2e       | 5,44 m |
| 2021 | Championnats du monde juniors | Nairobi | 1er      | 5,45 m |

## Records
| Épreuve          | Épreuve   | Marque | Lieu     | Date            |
| ---------------- | --------- | ------ | -------- | --------------- |
| Saut à la perche | Plein air | 5,71 m | Tver     | 12 juin 2023    |
| Saut à la perche | Salle     | 5,75 m | Mahiliow | 18 février 2023 |